# Gente (Alan Bennett)
Gente (People) è un'opera teatrale del drammaturgo britannico Alan Bennett, debuttata a Londra nel 2012.

## Trama
L'aristocratica decaduta Dorothy vive nel suo palazzo di campagna decrepito nel Sud dello Yorkshire, sola con la sua amica Iris. Dorothy, un ex modella, non sa come poter mantenere la tenuta e odia l'idea di aprire casa sua al grande pubblico. Sua sorella June, intanto, sta prendendo accordi con il National Trust for Places of Historic Interest or Natural Beauty, intenzionato a fare della casa un luogo turistico con un tour interattivo tutto digitalizzato. Dorothy non ama l'idea, ma, con sorpresa di tutti, una terza opzione sembra profilarsi quando un misterioso acquirente fa un'offerta per il palazzo, intenzionato a trasformarlo nel set di un film porno.

## Produzioni
La pièce debuttò al Royal National Theatre di Londra il 7 novembre 2012, con la regia di Nicholas Hynter e un cast che comprendeva Frances de la Tour, Nicholas le Prevost, Peter Egan e Linda Bassett. L'anno successivo la commedia andò in tour per la Gran Bretagna con Siân Phillips nel ruolo di Dorothy.